# 托尼·克萊格
托尼·克萊格（英語：Tony Craig；1985年4月20日—）是一位英格蘭足球運動員。在場上的位置是中後衛。他現在效力於英格蘭足球冠軍聯賽球隊賓福特足球會。他的足球生涯開始於米尔沃尔足球俱乐部，並代表米尔沃尔出場超過230次。

## 外部連結
- Tony Craig player profile at millwallfc.co.uk
- 足球数据库：托尼·克萊格的球员统计数据